# Eria porphyroglossa
Eria porphyroglossa är en orkidéart som beskrevs av Friedrich Fritz Wilhelm Ludwig Kraenzlin. Eria porphyroglossa ingår i släktet Eria och familjen orkidéer. Inga underarter finns listade i Catalogue of Life.